# Régiment de cuirassiers de la Garde

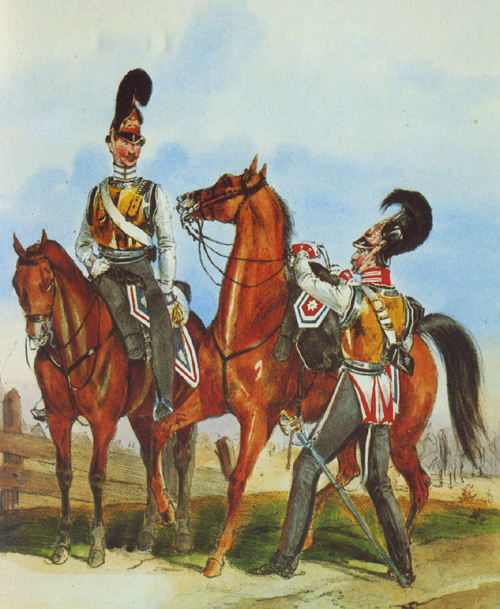
Cuirassier de la Garde vers 1830 (à gauche)

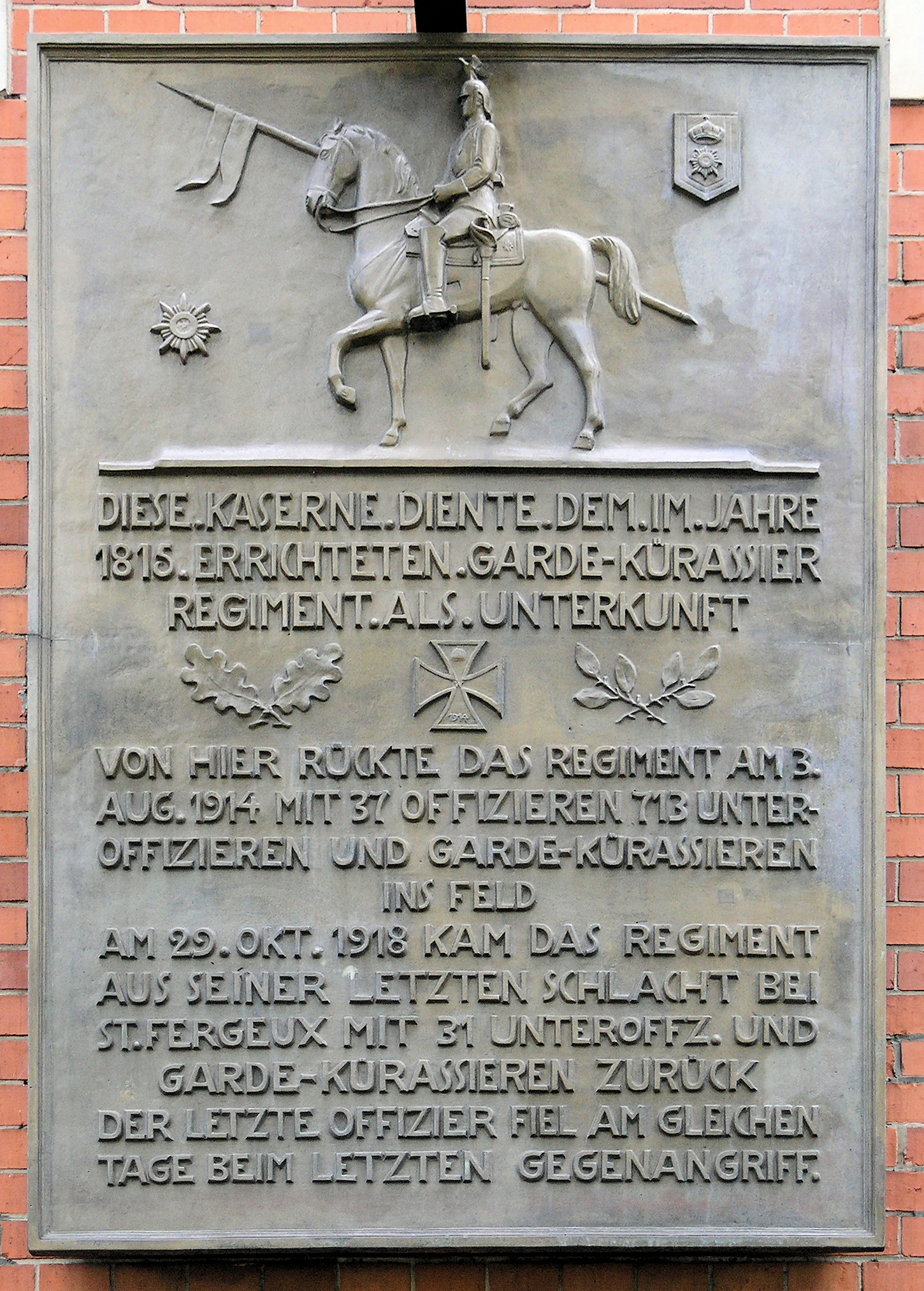
Plaque commémorative au 68 Haus Columbiadamm, à Berlin-Tempelhof

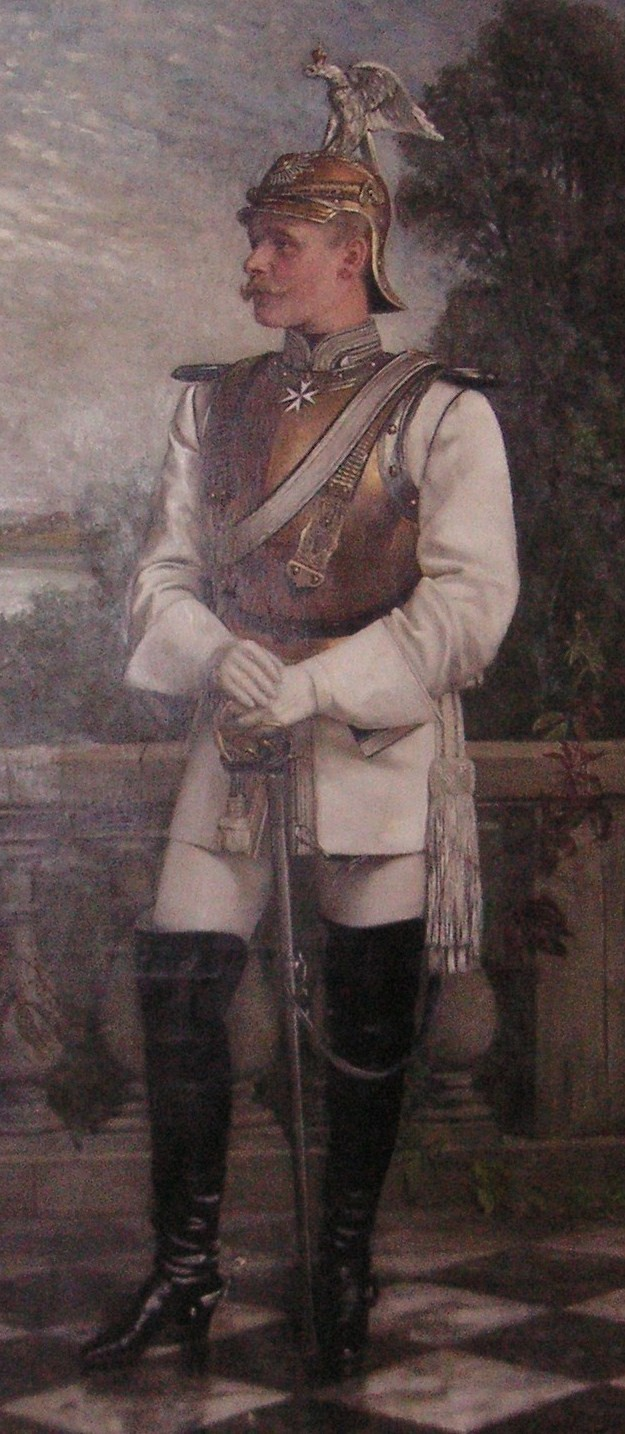
Cuirassier de la Garde à la parade

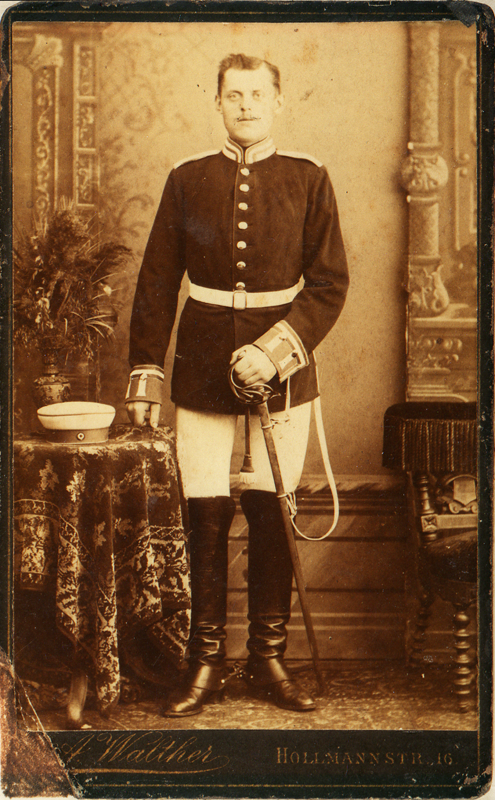
Cuirassier de la Garde dans une tunique bleu foncé

Le régiment de cuirassiers de la Garde est une unité de cavalerie de l'armée prussienne.

## Histoire
Le 21 février 1815, le roi Frédéric-Guillaume III ordonne la formation du régiment d'uhlans de la Garde à partir de l'escadron de cosaques de la Garde et de deux escadrons du régiment national de cavalerie de Silésie. L'unité est réorganisée en cuirassiers en 1821 et est nommée régiment de cuirassiers de la Garde. Le régiment est stationné à Berlin. En 1838, sa caserne se trouve au 39 Feldstrasse (aujourd'hui Alexandrinenstrasse, au coin de Gitschiner Strasse, Berlin-Kreuzberg). Jusqu'au début de la Première Guerre mondiale, il fait avec le régiment des Gardes du Corps, la 1re brigade de cavalerie de la Garde.

### Révolution de Mars
En 1848, le régiment est utilisé à l'occasion des troubles révolutionnaires dans les combats de rue à Berlin.

### Guerre des Duchés
Dans la campagne contre le Danemark de 1864, il n'y a aucune mobilisation pour le régiment.

### Guerre austro-prussienne
Dans la guerre austro-prussienne en 1866, le régiment se déplace en Bohême. Il a son premier contact avec l'ennemi lors de la bataille de Skalitz et participa plus tard à la bataille de Schweinschädel et à la bataille de Sadowa. En septembre, le régiment retourne à Berlin.

### Guerre franco-prussienne
Dans la guerre contre la France en 1870/71, les cuirassiers de la garde sont en réserve à la bataille de Saint-Privat. Cela est suivi de batailles dans la région de Sedan, puis de participation à la bataille de Sedan le 1er septembre 1870. L'hiver suivant, le régiment est affecté à la force de siège autour de Paris et retourne à sa garnison en juin 1871.

### Première Guerre mondiale
Après la mobilisation, le régiment est parti le 4 août 1914 à travers le Luxembourg et la Belgique jusqu'au nord de la France. Après avoir participé à la bataille de la Marne, il se retire et, jusqu'en décembre 1914, fait la guerre des tranchées sur l'Aisne.
De décembre 1914 à juillet 1915, il est déployé dans les gardes-frontières à la frontière belgo-néerlandaise. À partir d'août 1915, il est transféré sur le front de l'Est et participe aux combats offensifs en Pologne et en Galicie russes. D'octobre 1915 à février 1918, batailles de position à Pinsk et Kovel. Il est ensuite transféré en Silésie, où le régiment perd finalement son statut de cavalerie et est converti en régiment de fusiliers de cavalerie dans la division de fusiliers de cavalerie de la Garde. Une fois la formation d'infanterie terminée, les anciens cuirassiers sont utilisés dans les batailles défensives sur le front ouest jusqu'à la fin de la guerre. Le 10 novembre 1918 déjà, la marche du retour a commencé.

### Après-guerre
Le 10 décembre 1918, le régiment entre à Berlin par la porte de Brandebourg, où la démobilisation commence alors. Pour réprimer les troubles à Berlin, trois escadrons de volontaires sont formés à partir des restes de l'unité. L'un d'eux (escadron Bredow) est monté et combat contre les insurgés polonais dans les États baltes, les deux autres sont utilisés dans les combats de rue à l'occasion du soulèvement spartakiste à Berlin.
En septembre 1919, les restes des cuirassiers de la Garde sont formés dans l'escadron de cuirassiers de la Garde de Brandebourg, et le 1er novembre 1919, il est incorporé au 3e régiment de cavalerie de la Reichswehr.
La tradition est reprise dans la Reichswehr par décret du 24 août 1921 du chef du commandement de l'armée général de l'infanterie Hans von Seeckt, par le 2e escadron du 4e régiment de cavalerie (prussienne) à Perleberg.

## Commandants
| Grade                       | Nom                                                  | Date                                                        |
| --------------------------- | ---------------------------------------------------- | ----------------------------------------------------------- |
| Major/Oberstleutnant/Oberst | August von Krafft (de)                               | 21 février 1815 au 23 septembre 1830                        |
| Major/Oberstleutnant/Oberst | Hans von Sydow (de)                                  | 30 mars 1832 au 7 février 1840                              |
| Oberst                      | Auguste de Wurtemberg                                | 8 février 1840 au 30 mars 1844                              |
| Oberstleutnant/Oberst       | Ferdinand von Bischoffwerder (de)                    | 30 mars 1844 au 14 octobre 1848                             |
| Major/Oberstleutnant/Oberst | Adolf Lauer von Münchhofen (de)                      | 14 octobre 1848 au 19 juillet 1854                          |
| Oberst                      | Wilhelm Messerschmidt von Arnim (de)                 | 20 juillet 1854 au 21 octobre 1856                          |
| Major                       | Julius von der Schulenburg (de)                      | 22 octobre 1856 au 18 février 1857 (chargé de la direction) |
| Major/Oberstleutnant        | Julius von der Schulenburg                           | 19 février 1857 au 24 mars 1858                             |
| Major                       | Albert von Rheinbaben                                | 25 mars 1858 au 28 janvier 1863                             |
| Major                       | Ludwig von Stenglin                                  | 29 janvier au 22 avril 1863                                 |
| Major                       | Hermann von Lüderitz                                 | 23 avril au 21 septembre 1863 (chargé de la direction)      |
| Oberstleutnant/Oberst       | Hermann von Lüderitz                                 | 22 septembre 1863 au 17 juin 1869                           |
|                             | Georg von Brandenstein                               | 18 juin 1869 au 11 juillet 1873                             |
| Oberstleutnant/Oberst       | Theodor von Locquenghien (de)                        | 12 juillet 1873 au 8 novembre 1880                          |
|                             | Georg von Arnim                                      | 9 novembre 1880 au 2 novembre 1881                          |
| Major                       | Ludwig von Ostau                                     | 3 novembre 1881 au 12 mars 1884                             |
| Oberstleutnant/Oberst       | Clemens von Fürstenberg-Borbeck (de)                 | 13 mars 1884 au 18 février 1889                             |
|                             | Édouard de Salm-Horstmar                             | 19 février 1889 au 13. Mai 1890                             |
|                             | Jaroslaw von Rothkirch und Panthen                   | 14. Mai 1890 au 6 février 1893                              |
|                             | Arthur von Klinckowström                             | 7 février 1893 au 16 juin 1897                              |
|                             | Wilhelm von Hohenau                                  | 17 juin 1897 au 9 juin 1899                                 |
|                             | Hans von Kramsta                                     | 10 juin 1899 au 13 septembre 1900                           |
|                             | Bruno von Schwerin                                   | 14 septembre 1900 au 21 avril 1902                          |
|                             | Paul von Seeler                                      | 22 avril 1902 au 19 novembre 1903                           |
| Oberstleutnant/Oberst       | Albert de Schleswig-Holstein-Sonderbourg-Glücksbourg | 20 novembre 1903 au 26 janvier 1909                         |
|                             | August von Cramon                                    | 27 janvier 1909 au 26 janvier 1912                          |
| Oberstleutnant              | Heribert von Spee                                    | 27 janvier 1912 au 19 septembre 1916                        |

## Uniforme
Jusqu'en 1912, un rollerball blanc et un pantalon de botte blanc sont également portés sur le terrain. Les officiers sont avec des épaulettes, des sous-officiers et des hommes enrôlés avec des épaulettes équipées. Il y a aussi des bottes de cuirassier noires (appelées bottes de canon) et le casque de cuirassier en tombak avec des insignes en maillechort et une cartouchière blanche avec une cartouche noire. Lors des défilés, une cuirasse en métal blanc en deux parties est également mise. L'étoile de la garde est sur le devant du casque. (Les musiciens ont utilisé un buisson de crin rouge au lieu de la pointe). Pour le service normal, les cuirassiers portent une tunique bleu foncé. En tant qu'uniforme de la société, il est équipé d'épaulettes et de franges pour les officiers. Cela comprend une casquette à visière blanche avec une bordure bleue.
La couleur de l'insigne sur les revers suédois et le col est bleu, les champs d'épaulettes sont blancs, les boutons et les garnitures sont argentés.
Une tunique rouge ponceau est portée lors du gala.
Selon le décret AOK du 14 février 1907, l'uniforme gris de campagne M 1910 est introduit pour le service sur le terrain à partir de 1909/10. Dans cet uniforme, les sangles et les bottes sont de couleur marron naturel, le casque est recouvert d'une housse couleur roseau. La cartouchière et la cartouche ne sont plus portées.